# Tallud-Sainte-Gemme
Tallud-Sainte-Gemme è un comune francese di 476 abitanti situato nel dipartimento della Vandea nella regione dei Paesi della Loira.

## Società

### Evoluzione demografica
Abitanti censiti